# Sèrie Commodore 264

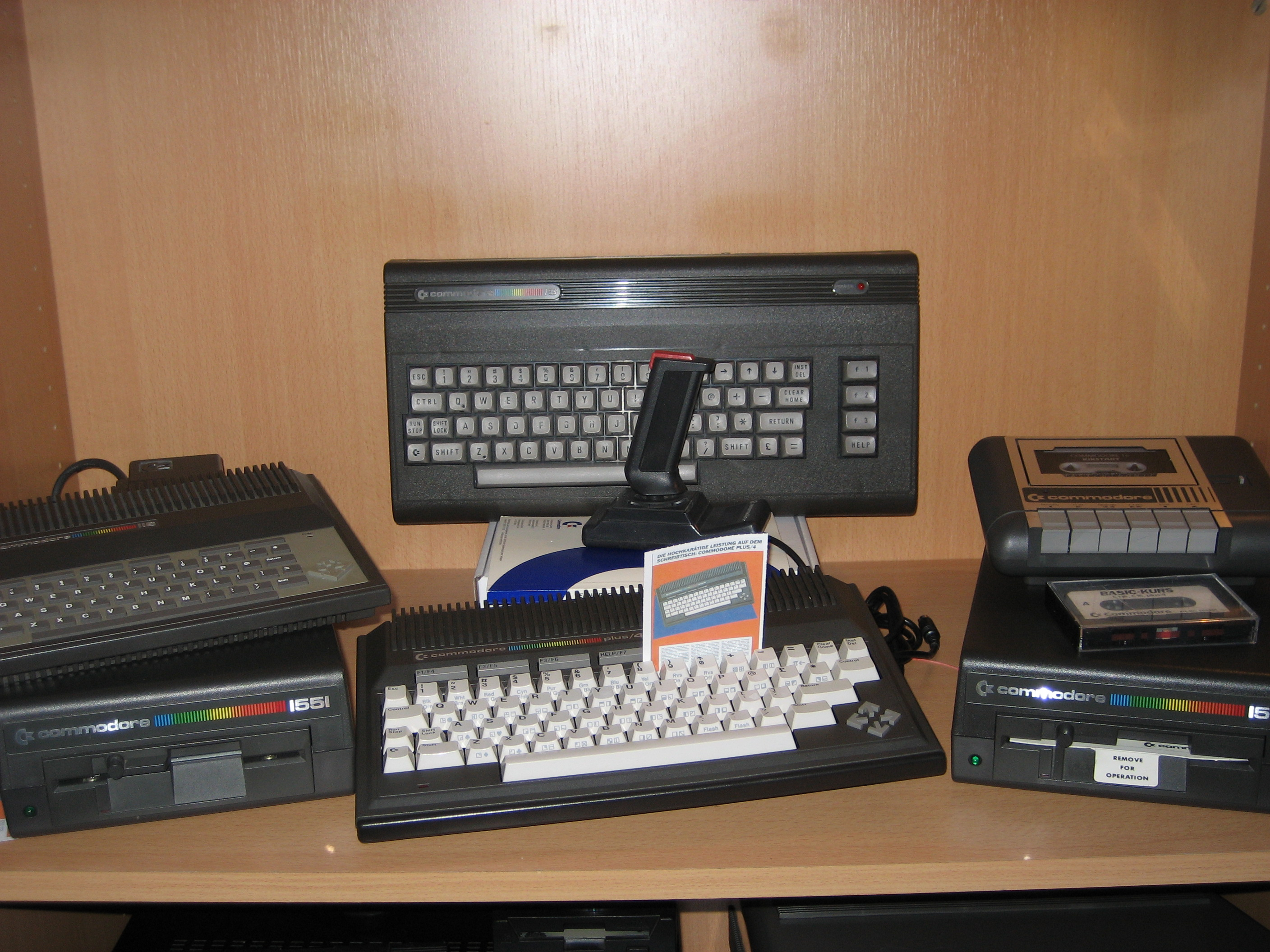
La sèrie 264 amb accessoris.

La sèrie 264 va ser una línia de microordinadors anunciat per la Commodore International el 1984 i que va ser pensada com la successora del Commodore 64, però que en la forma proposada mai va ser implementada. En canvi, els C16, C116 i Plus/4 van ser llançats al mercat. Basada en els models de la qual era composta, va sorgir la designació 264.